# Dănilă Sabo
Dănilă Sabo (n. 1876, Badon – d. 1947) a fost un avocat român, delegat la Marea Adunare Națională de la Alba Iulia și membru în Marele Sfat Național Român.

## Biografie
După terminarea studiilor și obținerea licenței de avocat la începutul anului 1905, s-a stabilit în Blaj, unde a profesat ca avocat până la sfârșitul anului 1918. A fost mobilizat pe toată durata Primului Război Mondial ca ofițer de rezervă. A fost membru al Consiliului Comunal și în același timp membru în Consiliul Județean.
În toamna anului 1918, a organizat Gărzile Naționale din Blaj, fiind în același timp și membru al Sfatului Național din Blaj. În această calitate a fost delegatul Gărzii Naționale din Alba-Iulia, fiind apoi delegat și membru în Marele Sfat Național Român. A funcționat câțiva ani ca prefect regional de poliție în Cluj și mai târziu a fost ales senator în circumscripția electorală a județului Sălaj.